# 定義
定義（ていぎ）は、ある言葉の正確な意味や用法について、人々の間で共通認識を定めるよう行われる作業。語義。一般的にそれは「○○とは・・・・・である」という言い換えの形で表現される。コミュニケーションを円滑で取り違いなく行うために必要とされる。
基本的に定義が決められる場合は1つである。これは、複数の場合、矛盾が生じるからである。ただし例外もある(例：電子掲示板用語の「キャップ」、CDソフトに付く帯の「キャップ」など)。

## 概説
定義とは何か、ということへの関心は、ソクラテスやアリストテレスといった古代ギリシャの哲学者たちの議論の中に既に見られる。しかしそこから2000年以上を経た現在においても、この議論は未だに継続しており、定義とは何なのか、という問題についてそれほどはっきりした結論は出ていない。
歴史的にこのテーマは主に哲学の領域で、20世紀以降であればとりわけ分析哲学や言語哲学と呼ばれるような領域、そしてまた数学の一分野である数理論理学と呼ばれる分野、を中心に議論が行われてきた。そして20世紀後半からは認知科学といった、より実証的性格の強い分野で、定義についての議論をされることが増えている。
- 法律・ルールなどにおいては、定義が定まっていないと無効となる可能性があり、定義の存在は必要条件である。
- 哲学用語の「定義」とは、本質を表現する命題のことである。

自然科学における定義は通常、自然言語を用いて表される。対して、社会科学における定義は、最近類と種差の総体という形式をとることが多い。西周によって考案された訳語の１つである。

## 類と種
いくつかの事物を、ある視点で一括りにしたとき、それら事物は階層化 (Hierarchy) されたことになる。このとき上位の階層を類 (Genus)、下位の階層を種 (Species) という。類は種の集まりであり、種は類の構成要素である。複数の類を構成要素とする上位の類を考えることもできる。このとき下位の類は、上位の類にとっての種である。

### 生物分類と学名
例えば、トラであれば、動物界 - 脊索動物門 - 哺乳綱 - ネコ目（食肉目）- ネコ科 - ヒョウ属 (Genus Panthera) - トラ (tigris ) という分類系列の中にあり、学名（ラテン語名）を Panthera tigris (cf. wikt:en) という。ここでは "Panthera" が類（類概念）であり、分類学上の属、"tigris" が種（種概念）であり、分類学上の種である。また、ネコ科 (familia Felidae) を類（類概念）と見るなら、ネコ属 (Genus Felis ) やピューマ属 (Genus Puma )、チーター属 (Genus Acinonyx ) などと共に、ヒョウ属 (Genus Panthera ) はその一種ということになる。さらには、いっそ大きく地球上の全生物を類（類概念）と見る場合は、動物・菌類・植物・原生生物が属する真核生物ドメイン (Domain Eukaryota) のほか、細菌ドメイン、古細菌ドメインがその一種として挙げられる。

## 形式

### 最近類と種差による定義
最も厳密な定義のためには、「対象を種として含む類」および「対象を他の種から区別する特徴」を述べればよい。前者を最近類、後者を種差という。この形式の起源はアリストテレスにさかのぼる。
例)　人間とは、理性的な（種差）動物（最近類）である。
例)　トラとは、黄色地に黒縞のある（種差）Panthera （最近類）である。

### 種差を明示しない定義
定義において種差が明示されない場合がある。
例)　人間とは、動物(最近類)の一種である。
種差を明示しないことには、それが不要である（積極的な理由）場合、および、不可能である（消極的な理由）場合がある。後者については、定義する対象の本質である場合と定義を行う者の知識・能力の問題である場合がある。

### 類が極度に広い場合
類が極度に広いと、存在・もの・何かなどの語を使わざるを得ないことになる。
例)　神とは、万能な（種差）存在（類）である。
しかし最近類を探し当てることができない結果、この表現に至ることも多い。
例)　椅子とは、人が座る（種差）もの（類）である（×）。
人が座る（種差）家具（類）である。

## 定義の表現

### 予備知識

#### 「〜は〜である」という文について
椅子は家具である。（椅子は家具の部分集合、椅子⊂家具）
うちのミーちゃんは三毛猫である（ミーちゃんは三毛猫の要素、ミーちゃん∈三毛猫）
愛は信じることである（愛すなわち信じること、愛=信じること）
椅子(と)は座るための家具である。（定義）
ミーちゃんは、我が家で飼っている三毛猫である。（定義）

#### 外延と内包
ある概念等について、「それに含まれる全て」を列挙したようなものを「外延」、「それら全てが共通して持ち、それに含まれないものは持たないような属性」を示したようなものを「内包」という。
ここでは集合の例で説明する（詳細は集合#記法）。なお、集合の場合は外延性の公理により両者は同じものとするが、哲学では外延と内包がどういったものであるかについては議論がある（詳細は内包と外延#哲学）。
例)　集合 A は {1, 3, 5, 7, 9} 、という集合である。（外延）
例)　集合 A は 10 以下の奇数である自然数の集合、という集合である。（内包）

### 表現

#### 定義の表現の多様性
上記の形式に還元できることを条件に、多様な表現が可能である。
「人間とは、ある種の（一種の）動物である」次のように定義する。次は定義である。
「校則とは、学校での行動などについて規定したものである」「行動についての規定である」